# Aqua Tofana
Az Aqua Tofana egy itáliai eredetű méregkeverék, amelyet a 17. században használtak gyilkolásra.

## Tofana vize

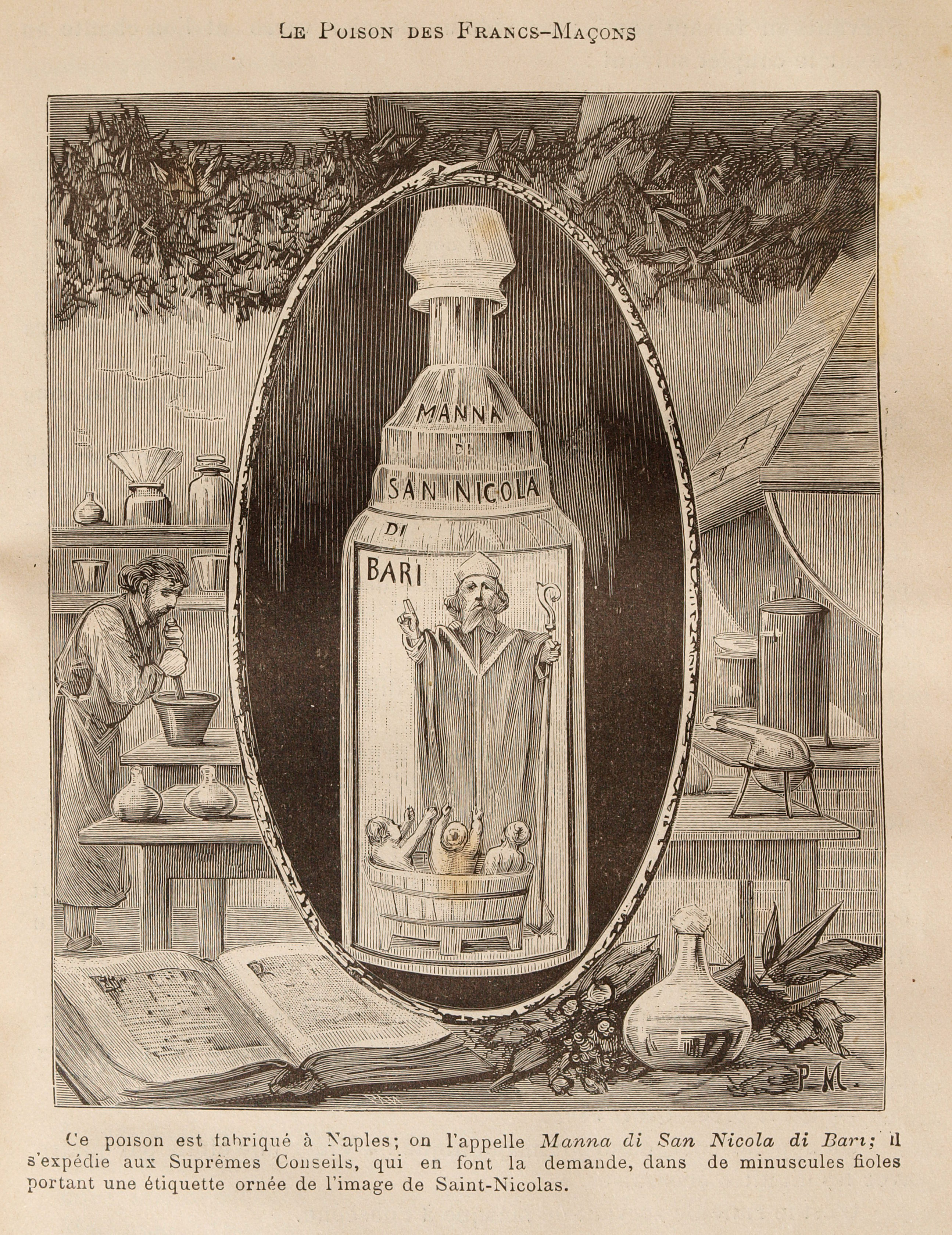
Szent Miklós mannája márkanéven árult fiola

Az Aqua Tofana (Tofana vize) egy hírhedt dél-itáliai méregkeverőről, Giulia Tofanáról kapta a nevét. Azt nem tudni, hogy ő alkotta-e meg a méreg receptjét, elképzelhető, hogy anyjától, Thofania d’Adamótól tanulta, akit 1635-ben végeztek ki Palermóban férje megmérgezése miatt.
A méreg pontos összetétele ismeretlen, fő alkotó eleme az arzén volt. Ehhez valószínűleg ólmot és nadragulyát kevertek. Az Aqua Tofana színtelen, szagtalan és íztelen volt, így bármilyen ételbe, italba bele lehetett keverni. Kis dózisokban kellett adagolni, és négy alkalom elég is volt az áldozat halálához.
A megmérgezett személy először csak enyhe tüneteket mutatott, amelyek a későbbi használat során egyre súlyosbodtak, így a külső szemlélők egy betegség fokozatos előrehaladásaként tekintettek a mérgezési folyamatra. Az első dózis következtében az áldozat megfázásszerű tüneteket mutatott, amelyek a második alkalommal már csúnya influenzára utaltak. A méreg harmadik adagja már komoly tüneteket okozottː az áldozatnak fájt a gyomra, hasmenése volt, hányt, kiszáradt. A negyedik alkalommal a tünetek olyan súlyosak voltak, hogy a megmérgezett ember meghalt. A mérgezés lassú, fokozatos előrehaladása miatt az áldozatok halála ritkán volt gyanús.
Tofana a mérget női kozmetikumként csomagolta be, így az nem keltette fel a férjek figyelmét. Kicsi ampullákban is árulta, amelyeken Szent Miklós képe volt, és emiatt a szent maradványaival összefüggő kenőcsnek tűnt. Vásárlói elsősorban olyan nők voltak, akik elhatározták, hogy megszabadulnak a férjüktől. A méreg olyan híres volt, hogy alkotójának halála után bő száz évvel, 1791-ben Wolfgang Amadeus Mozart halálos ágyán arról beszélt, hogy ezzel a szerrel mérgezték meg.